# Tarzan (serie televisiva 1991)
Tarzan è una serie televisiva francese-canadese-messicana in 75 episodi trasmessi per la prima volta nel corso di 3 stagioni dal 1991 al 1994.
È una serie d'avventura incentrata sulle vicende del personaggio di Tarzan, nato dalla penna di Edgar Rice Burroughs. Ron Ely, noto per aver interpretato Tarzan nella serie originale, interpreta un personaggio di nome Shaw Gorden nel settimo episodio della prima stagione Tarzan the Hunted.

## Trama
Tarzan è un biondo aitante e analfabeta che vive nella giungla con la sua scimmia Cheeta. Al suo fianco ci sono Jane, una scienziata francese che si occupa di salvaguardare le specie animali a rischio estinzione, e Roger, un ragazzo figlio di un uomo d'affari statunitense.

## Personaggi e interpreti

### Personaggi principali
- Tarzan (42 episodi, 1991-1994), interpretato da Wolf Larson.
- Jane Porter (42 episodi, 1991-1994), interpretata da Lydie Denier.
- Roger Taft, Jr. (42 episodi, 1991-1994), interpretato da Sean Roberge.

### Personaggi secondari
- Dan Miller (17 episodi, 1993-1994), interpretato da William S. Taylor.
- Simon Govier (15 episodi, 1991-1992), interpretato da Malick Bowens.
- Jack Benton (10 episodi, 1992-1993), interpretato da Errol Slue.
- Carlos Mendosa (2 episodi, 1991-1994), interpretato da Leonardo García Vale.
- Blake Evans (2 episodi, 1991-1992), interpretato da Richard Eden.
- Roger Taft, Sr. (2 episodi, 1991-1992), interpretato da Chuck Shamata.
- Karl Hauser (2 episodi, 1991), interpretato da James Healey.
- Jack Traverse (2 episodi, 1992), interpretato da Adrian Paul.
- Michael Hauser (2 episodi, 1993-1994), interpretato da Lewis Collins.
- Lex Monroe (2 episodi, 1993-1994), interpretato da Brendan Kelly.
- Paul Shaka (2 episodi, 1993), interpretato da Marc Gomes.
- Nicholas Dimato (2 episodi, 1993), interpretato da Peter Pyper.
- Wilfred Claxton (2 episodi, 1994), interpretato da Paul Collins.

## Produzione
La serie fu prodotta da Balenciaga Productions, Dune, Producciones Telemex, Producciones UINIC e TF1 e girata in Messico.

## Distribuzione
La serie fu trasmessa in Francia dal 1991 al 1994 sulla rete televisiva TF1. In Italia è stata trasmessa su Italia 1 e poi in replica su Boing dal 21 novembre 2004 con il titolo Tarzan.

## Episodi
| Stagione         | Episodi | Prima TV Francia |
| ---------------- | ------- | ---------------- |
| Prima stagione   | 25      | 1991-1992        |
| Seconda stagione | 25      | 1992-1993        |
| Terza stagione   | 25      | 1993-1994        |